# Giuliano Amato
Giuliano Amato (* 13. května 1938, Turín) je italský sociálnědemokratický politik. Byl premiérem Itálie v letech 1992–1993 a 2000–2001. V letech 1987–1989 a 1999–2000 byl rovněž ministr národního pokladu, 1998–1999 ministr reforem, 2001 ministr vysokých škol, 2006–2008 ministr vnitra. Patřil k jedněm z hlavních tvůrců Evropské ústavy.

## Biografie

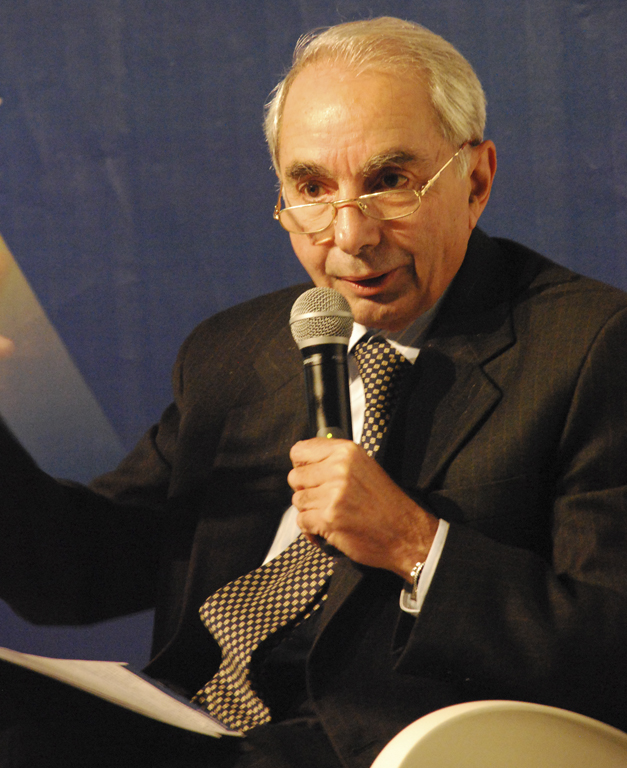
Giuliano Amato

Vystudoval právo na univerzitě v Pise a na Kolumbijské univerzitě v New Yorku. Vyučoval ho poté na univerzitách v Modeně, Perugii, Florencii a Římě. Již jako student, roku 1958, vstoupil do Italské socialistické strany (PSI). Do parlamentu byl prvně zvolen roku 1983, do vlády roku 1987.
V letech 1992–1993 otřásly italskou politickou scénou obří korupční skandály v souvislosti s akcí Čisté ruce (Mani pulite). Celá poválečná generace politiků z obou největších stran, Křesťanskodemokratické strany i PSI, byla zkompromitována a odstavena. Právě v té době byl Amato zvolen premiérem, neboť se jako jeden z mála politiků v žádných korupčních souvislostech neobjevil. Přesto ho aféra postihla, to když jeho vláda vydala poměrně nečekaně dekret, který všechny pravomoci vyšetřovat korupční systém převedl na policii (kontrolovanou vládou). Veřejnost tento krok nepřijala, byl pochopen jako pokus vyšetřování zhatit a po celé zemi se konaly protestní demonstrace. Prezident Oscar Luigi Scalfaro pak odmítl dekret podepsat a označil ho za protiústavní. Vinu na sebe vzal ministr spravedlnosti Giovanni Conso, nicméně i na Amatovi, jako významném právníkovi, ulpělo podezření, že chtěl akci Čisté ruce zastavit, což mu vzalo značný kus důvěry veřejnosti.
V křesle premiéra čelil Amato ovšem i obřím ekonomickým problémům. Itálie byla v té době vyřazena z evropského peněžního systému a domácí měna lira musela být dvakrát devalvována. Amato provedl velmi razantní rozpočtové škrty a situaci zvládl, čímž položil základ budoucího přijetí eura. Jako výraz uznání byl pak v levicových vládách Massima D'Alemy jmenován několikrát do vedení ekonomických ministerstev. Vrátil se ještě jednou i na post premiéra (2000–2001).
Poté se přesunul na evropskou úroveň a sehrál významnou úlohu v evropském integračním procesu. Spolu s bývalým belgickým premiérem Jean-Luc Dehaenem a bývalým francouzským prezidentem Valéry Giscard d'Estaingem byl pověřen tvorbou Smlouvy o budoucnosti Evropy a nakonec Evropské ústavy. Do italské politiky se vrátil v době, kdy Romano Prodi po čase sestavoval levicový kabinet. Zastal v něm roli ministra vnitra.